# 스테롤
스테롤(영어: sterol)은 스테로이드 알코올의 줄임말이다. 스테로이드 계열 화합물 중 하나로, 중요한 유기 분자이다. 대부분의 식물과 동물, 곰팡이류(균류)에서 발견되고, 가장 동물에서 흔한 스테롤은 콜레스테롤이다. 식물성 스테롤은 피토스테롤이라고 한다. 콜레스테롤은 동물세포막의 구조와 기능에 필수적인 역할을 하며, 지용성 비타민과 스테로이드 계열 호르몬의 전구체로 기능한다.
- 스테롤의 종류: 스테롤에는 카페스테롤(caffesterol or coffeasterol), 캄페스테롤(campesterol), 시토스테롤(sitosterol), 스티그마스테롤(stigmasterol)이 있고, 동물성 스테롤에는 콜레스테롤(cholesterol)이, 균류의 세포막에는 에르고스테롤(ergosterol)이 있다.
- 스테롤의 역할: 스테롤은 진핵생명체에 중요한 생리적 기능을 갖는 것을 알 수 있다. 예를 들면, 콜레스테롤은 동물 세포막을 구성해 막 유동성에 양항을 미치고, 2차 신호전달자로서 기능을 하기도 한다.

## 식물성 스테롤

### 캄페스테롤

캄페스테롤의 구조

캄페스테롤(Campesterol)은 식물성 스테롤의 일종으로, 콜레스테롤과 구조가 비슷하다.
스테로이드의 일종으로, 캄페스테롤은 아나볼릭 스테로이드의 일종인 볼데논 (Boldenone)의 전구체로 이용된다.  Boldenone undecylenate은 주로 가축의 성장을 촉진하는 동물 약으로 사용되고, 스포츠 선수들이 몰래 복용하는 금지된 스테로이드성 약물이기도 하다.
캄페스테롤은 소장에서의 콜레스테롤 흡수를 다소 방해하는 것으로 알려져 있다. 캄페스테롤은 콜레스테롤의 경쟁적 저해제 역할을 하기 때문일 수도 있고, 소장 운반세포에 직접적인 영향을 미치기 때문이라는 의견도 있다.

### 스티그마스테롤

스티그마스테롤의 구조

스티그마스테롤(Stigmasterol)은 프로게스테론의 합성과 많은 관련이 있는 식물성 호르몬이다. 또한, 안드로겐, 에스트로겐, 코르티코이드 호르몬과 비타민D3의 전구체로도 많이 사용된다.
특정암을 예방하는 것으로 알려져 있다. 또한 콜레스테롤의 흡수를 막아주는 것으로 알려져 있다. 한 연구 결과에 따르면 약 6주 동안 연속적으로 스티그마스테롤을 지속적으로 섭취한 실험실 동물의 콜레스테롤과 시토스테롤의 흡수가 23%에서 30%정도로 감소한 것을 관찰하였다고 한다.

### 시토스레롤

시토스테롤의 구조

베타 시토스테롤(sitosterol)은 식물성 스테롤의 일종으로, 콜레스테롤의 구조와 비슷하다. 하얗고, 특색이 있는 냄새를 가진 분자이다. 소수성을 띤다. 베타 시토스테롤은 식물계에 넓게 분포되어 있다. 식물성 기름과 땅콩류, 아보카도에 많이 있는 것으로 알려져 있다.
시토스테롤은 전립선 비대증을 예방해주며, 혈중 콜레스테롤의 수치를 낮추는데 기여한다는 연구 결과가 있다. 캄페스테롤과 마찬가지로, 아나볼릭 스테로이드 볼데논의 전구체로도 알려져 있다.

## 같이 보기
- 콜레스테롤
- 에르고스테롤
- 피토스테롤